# بال‌گوزه (مرزیفون)
بال‌گوزه (به ترکی استانبولی: Balgöze) یک منطقهٔ مسکونی در ترکیه است که در مرزیفون واقع شده‌است.